# ФИБА Азия
ФИБА Азия зона ФИБА, которая состоит из 44 национальных баскетбольных федераций, представляющих Азию.

## Национальные команды
Участники из Азии были разбиты на шесть групп (по региональному принципу), но в 2017 к ним были добавлены 22 команды из ФИБА Океании: 

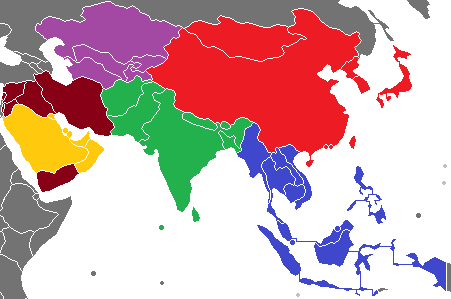
Распределение по группам

| Восточная Азия: - Гонконг - Китай - КНДР - Макао - Монголия - Республика Корея - Китайский Тайбэй - Япония | Персидский залив: - Бахрейн - Катар - Кувейт - ОАЭ - Оман - Саудовская Аравия | Центральная Азия: - Казахстан - Кыргызстан - Таджикистан - Туркменистан - Узбекистан | Южная Азия: - Афганистан - Бангладеш - Бутан - Индия - Мальдивы - Непал - Пакистан - Шри-Ланка | Юго-Восточная Азия: - Бруней - Вьетнам - Индонезия - Камбоджа - Лаос - Малайзия - Мьянма - Сингапур - Таиланд - Филиппины | Западная Азия: - Иордания - Ирак - Иран - Йемен - Ливан - Палестина - Сирия |

## Рейтинг
Мужские команды
Рейтинг 10 сентября 2023 года
| Место | Команда           | Очки  |
| ----- | ----------------- | ----- |
| 4     | АвстралияЧ        | 755.8 |
| 21    | Новая Зеландия    | 507.2 |
| 26    | Япония            | 432.2 |
| 27    | Иран              | 427.8 |
| 28    | Ливан             | 423.3 |
| 29    | Китай             | 420.4 |
| 32    | Иордания          | 374.6 |
| 38    | Филиппины         | 340.6 |
| 51    | Республика Корея  | 243.5 |
| 66    | Саудовская Аравия | 160.6 |

Женские команды
Рейтинг 21 августа 2023 года
| Место | Команда          | Очки  |
| ----- | ---------------- | ----- |
| 2     | Китай Ч          | 687.1 |
| 3     | Австралия        | 668.3 |
| 9     | Япония           | 604.4 |
| 13    | Республика Корея | 450.6 |
| 23    | Новая Зеландия   | 305.3 |
| 33    | Китайский Тайбэй | 234.5 |
| 37    | Филиппины        | 203.3 |
| 47    | Ливан            | 153.3 |
| 51    | Индонезия        | 145.4 |
| 52    | Иран             | 135.0 |

Молодёжные сборные (муж.)
Рейтинг 15 декабря 2022 года
| Место | Команда           | Очки  |
| ----- | ----------------- | ----- |
| 4     | АвстралияЧ        | 683.6 |
| 21    | Иран              | 492.5 |
| 25    | Новая Зеландия    | 475.6 |
| 26    | Филиппины         | 471.2 |
| 27    | Китай             | 467.6 |
| 29    | Республика КореяЧ | 453.4 |
| 31    | Япония            | 443.7 |
| 34    | Индия             | 379.6 |
| 37    | Китайский Тайбэй  | 367.0 |
| 39    | Ливан             | 356.8 |

Молодёжные сборные (жен.)
Рейтинг 13 декабря 2022 года
| Место | Команда          | Очки  |
| ----- | ---------------- | ----- |
| 3     | АвстралияЧ       | 698.4 |
| 11    | Китай            | 603.9 |
| 12    | Япония           | 603.5 |
| 25    | Республика Корея | 461.2 |
| 28    | Китайский Тайбэй | 444.4 |
| 31    | Новая Зеландия   | 425.6 |
| 43    | Индия            | 249.5 |
| 44    | Таиланд          | 239.4 |
| 48    | Индонезия        | 228.3 |
| 56    | Филиппины        | 194.6 |

Ч Действующий чемпион

## Турниры
Национальные команды:
- Континентальные соревнования
  - Летние Азиатские игры, баскетбольный турнир
  - Чемпионат Азии по баскетболу
  - Чемпионат Азии по баскетболу среди женщин
- Региональные соревнования
  - Чемпионат Восточноазиатской баскетбольной ассоциации
  - Чемпионат Восточной Азии по баскетболу
  - Чемпионат баскетбольной ассоциации Персидского залива
  - Чемпионат баскетбольной ассоциации Средней Азии
  - Чемпионат баскетбольной ассоциации Юго-восточной Азии
  - Азиатские игры Юго-восточной Азии, баскетбольный турнир
  - Чемпионат баскетбольной ассоциации Западной Азии
  - Западно-азиатские игры, баскетбольный турнир
- Молодёжные чемпионаты
  - Чемпионат Азии по баскетболу (юноши до 18 лет)
  - Чемпионат Азии по баскетболу (девушки до 18 лет)
  - Чемпионат Азии по баскетболу (юноши до 16 лет)
  - Чемпионат Азии по баскетболу (девушки до 16 лет)
- Ранее существовавшие соревнования
  - Чемпионат Азии по баскетболу (юноши до 20 лет)
  - Чемпионат Азии по баскетболу (девушки до 20 лет)

Клубные:
- Континентальные соревнования
  - Кубок чемпионов Азии по баскетболу
- Региональные соревнования
  - Баскетбольная лига АСЕАН
  - Кубок чемпионов Западной Азии

Другие:
- Кубок Азии
- Кубок Борислава Станковича (проводится в Китае)
- Кубок Уильяма Джонса (проводится в Тайбэе, Тайвань)